# Takao Saitō (direttore della fotografia)
Takao Saitō (Kyoto, 5 marzo 1929 – Zama, 6 dicembre 2014) è stato un direttore della fotografia giapponese.
Ha spesso collaborato con il regista Akira Kurosawa e nel 1985 è stato candidato all'Oscar alla migliore fotografia per il suo lavoro nel film Ran.